# Kategorie P matematické olympiády
Kategorie P matematické olympiády je v podstatě samostatná odnož matematické olympiády, která si klade za cíl vyzkoušet znalosti a schopnosti studentů středních škol v teoretických informatických úlohách.
Skládá se ze tří kol — domácího, krajského a celorepublikového — kde krajské kolo sestává z řešení úloh bez počítače (tj. úkolem je navrhnout optimální algoritmus, ne ho implementovat), celorepublikové má dvě části, z nichž jedna se řeší na papíře a druhá implementuje v jednom z trojice jazyků C/C++/Pascal.